# Chrzanów
Chrzanów (česky Chřanov) je město v Polsku v severozápadní části Malopolského vojvodství v okrese Chrzanów. Leží na řece Chechło přibližně na půli cesty mezi Krakovem a Katovicemi. Ve městě žije přibližně 33 tisíc obyvatel.

## Historie
První zmínka o hradu pochází z roku 1178 (připojení ke Slezsku). Obec je připomínána až ve 13. století a v roce 1393 získal Chrzanów městská práva.

## Známi rodáci
- Filip Müller (1867-1951), polský generál
- Marian Konarski (1909-1998), malíř
- Andrzej Grabowski (* 1952), polský herec
- Leszek Nowak (* 1964), polský hudebník
- Zbigniew Wąsiel (* 1966), polský sochař
- Mariusz Jakus (* 1967), polský herec

## Partnerská města
- Ivano-Frankivsk, Ukrajina
- Harnes, Francie
- Nyékládháza, Maďarsko